# マペイ

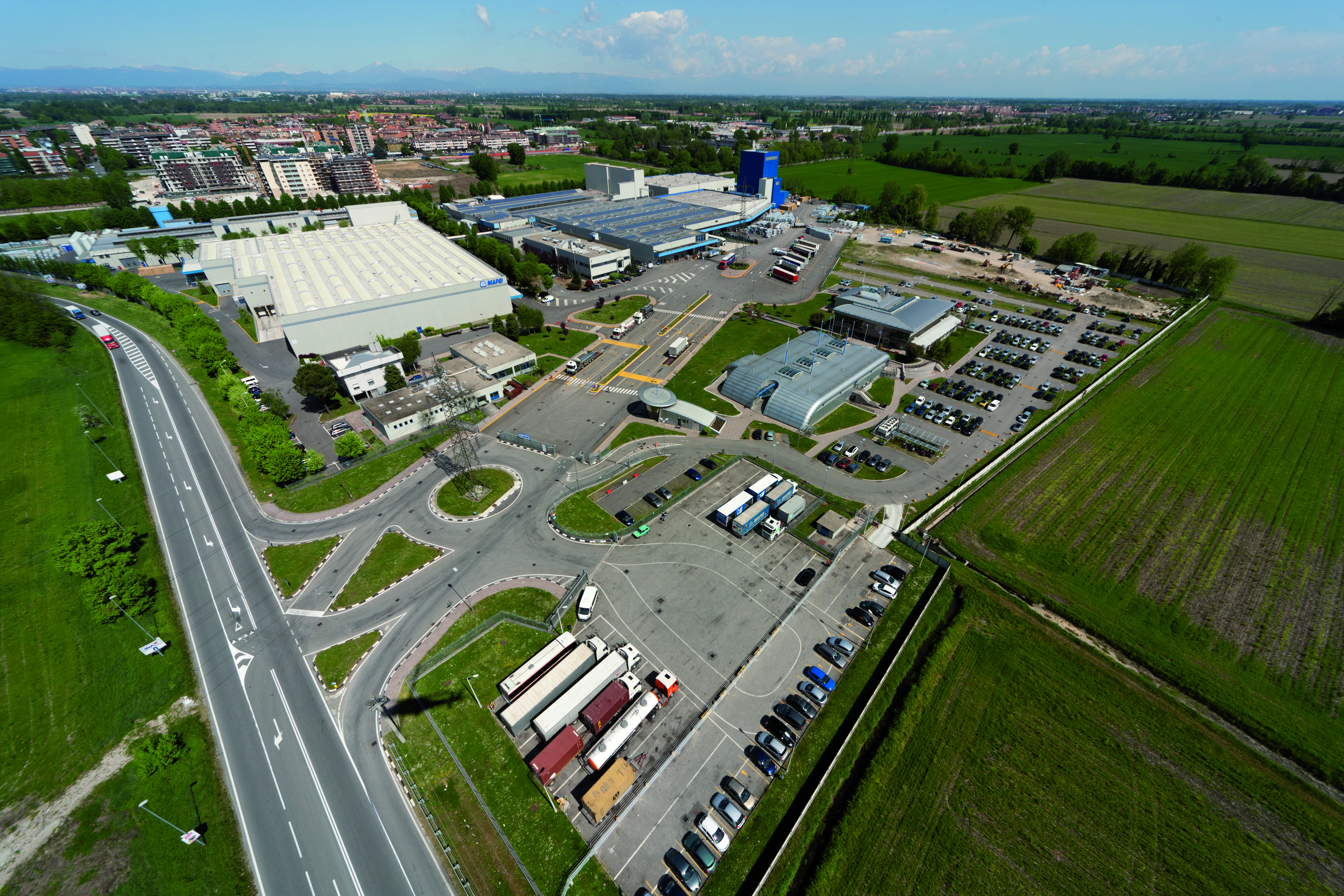
メディリアにあるマペイの工場

マペイ (MAPEI) は、イタリアの建築材料メーカーである。社名は"イタリア語: Materiali Ausiliari Per l'Edilizia e l'Industria"（和訳：建設および産業用補助材料）の頭文字を取って付けられている。
1937年2月12日にロドルフォ・スクインツィによってミラノに設立された。最初は塗料や組積造製品を製造する従業員3名の小さな同族経営企業であった。ロドルフォが創業して6年後に息子のジョルジョが誕生する。ジョルジョは1969年に工業化学の博士号を取得し、1976年にマペイの経営を引き継ぐと、彼は父の事業を急速に世界規模まで拡大した。M&Aによる拡大もあって、マペイは2017年時点で五大陸35ヵ国に87の子会社と81の製造拠点を有し、マペイの他にPOLYGLASS、VAGA、CERCOL、ADESITAL、VINAVIL、mosaico+といったブランドを抱えている。
2019年10月2日、CEOを務めていたジョルジョ・スクインツィが76歳で死去した。

## スポーツとの関わり
ジョルジョ・スクインツィはロードレースのファンであり、1990年代にマペイ・サイクリングチーム（ドゥクーニンク・クイックステップの前身）のスポンサーとなって、トニー・ロミンゲル、アブラハム・オラーノ、ヨハン・ムセウ、フランク・ヴァンデンブルック、アンドレア・タフィ、ミケーレ・バルトリ、パオロ・ベッティーニといったスター選手を擁して多大な成功を収めた。2000年代に入ってクラブチームからは撤退したものの、マペイは2008年以降世界選手権自転車競技大会ロードレースのスポンサーとなっており、その契約は2022年終わりまで更新されている。
ジョルジョはまたサッカー好きでACミランのファンでもあったが、2002年に当時セリエC2（4部）に属していたUSサッスオーロ・カルチョを買収して、クラブをセリエA（1部）まで引き上げて中位に定着させるところまで躍進させた。